# Chirivel
Chirivel és un municipi espanyol, que pertany a la província d'Almeria, a Andalusia, situat a la comarca de Los Vélez i a 143 km de la capital, Almeria. L'any 2012 tenia 1811 habitants. La seva extensió superficial és de 197 km² i té una densitat de 9,19 hab/km².

## Història
El topònim Chirivel té l'origen en la paraula llatina Silvella, que significa 'Bosquet'.

## Demografia
Nombre d'habitants en els últims deu anys.
| 1996  | 1998  | 1999  | 2000  | 2001  | 2002  | 2003 | 2004  | 2005  | 2006  |
| 1.860 | 1.837 | 1.824 | 1.792 | 1.797 | 1.776 |      | 1.800 | 1.849 | 1.835 |

## Festes
Chirivel celebra les seves Festes durant l'època estival d'agost. Nombrosos turistes, familiars i veïns de pobles confrontants visiten durant aquella
època aquest poble d'Almeria per gaudir de les festes en honor a Sant Isidre, a celebrar la tercera setmana del mes aproximadament.

## Personatges importants de Chirivel
- Julio Alfredo Egea: escriptor.

## Patrimoni Artístic i Monumental
- Jaciment arqueològic El Villar